# Трёхчленные гетероциклы

Оксиран — трёхчленное гетероциклическое соединение с кислородом в роли гетероатома

Трёхчленные гетероциклы —  органические циклические соединения, имеющие как минимум один трёхчленный цикл, в состав которого входит как минимум один гетероатом.
Наиболее известные представители:
- Оксираны
- Оксазираны
- Диазиридины

## Химические свойства
Трехчленные гетероциклы имеют значительное напряжение, поэтому большинство реакций таких соединений идёт с раскрытием цикла. Например, эпоксидный цикл часто раскрывается при SN2-замещении по атому углерода.
Трёхчленные гетероциклы с двумя одинаковыми гетероатомами, например диазидиридины, диоксираны и диазирины, являются довольно устойчивыми соединениями, которые возможно изолировать, хотя в чистом виде диоксираны и диазирины могут быть взрывоопасны. Такие соединения применяются в органическом синтезе, например, диазирины используются как источники карбена. Чтобы уменьшить вероятность взрыва, диоксираны используют в виде сильно разбавленных растворов.